# Lee Kwang-ro
Lee Kwang-ro (* 25. Dezember 1991) ist ein südkoreanischer Biathlet.
Lee Kwang-ro gab sein internationales Debüt zum Auftakt der Saison 2008/09 im IBU-Cup. Sein erstes Rennen bestritt er in Idre bei einem Sprint, den er als 114. beendete. Bei einem zweiten Sprint an selber Stelle kam er als 82. erstmals unter die besten 100. Es ist zudem das bislang beste Resultat des Südkoreaners in der Rennserie. Bei den Juniorenrennen der Sommerbiathlon-Weltmeisterschaften 2010 in Duszniki-Zdrój kam Lee auf die Plätze 37 im Sprint, 29 in der Verfolgung und wurde Zehnter mit der Staffel. Erster Höhepunkt bei den Männern wurde die Teilnahme an den Biathlon-Weltmeisterschaften 2011 in Chanty-Mansijsk. Im Einzel belegte er den 114. Platz, wurde 110. im Sprint und mit Jun Je-uk, Lee Su-young und Lee Jung-sik als Schlussläufer der überrundeten Staffel 24.

## Biathlon-Weltcup-Platzierungen
Die Tabelle zeigt alle Platzierungen (je nach Austragungsjahr einschließlich Olympische Spiele und Weltmeisterschaften).
- 1.–3. Platz: Anzahl der Podiumsplatzierungen
- Top 10: Anzahl der Platzierungen unter den ersten zehn (einschließlich Podium)
- Punkteränge: Anzahl der Platzierungen innerhalb der Punkteränge (einschließlich Podium und Top 10)
- Starts: Anzahl gelaufener Rennen in der jeweiligen Disziplin
- Staffel: inklusive Mixed- und Single-Mixed-Staffeln

| Platzierung                    | Einzel | Sprint | Verfolgung | Massenstart | Staffel | Gesamt |
| ------------------------------ | ------ | ------ | ---------- | ----------- | ------- | ------ |
| 1. Platz                       |        |        |            |             |         |        |
| 2. Platz                       |        |        |            |             |         |        |
| 3. Platz                       |        |        |            |             |         |        |
| Top 10                         |        |        |            |             |         |        |
| Punkteränge                    |        |        |            |             | 1       | 1      |
| Starts                         | 1      | 1      |            |             | 1       | 3      |
| Stand: nach der Saison 2010/11 |        |        |            |             |         |        |